# 福建人民广播电台新闻广播
福建人民广播电台新闻广播，又称福建人民广播电台新闻综合广播、福建之声，成立于1949年8月24日，是福建人民广播电台第一套节目，主要面向福建全省广播，每天播出24小时，用普通话播出。
福建新闻广播是率先在全国实现长时段直播新闻、全天候直通现场的省级电台。福建新闻广播依托中国国际广播电台、新华社的60多个驻外记者和“中国广播联盟”、“中国省级新闻广播直播网”以及“全省广播新闻直播网”的200多家电台进行新闻现场连线。

## 节目
《福建新闻》
《新闻三剑客》
《一品宗泽》
《一路涛客秀》
《一起涛客吧》
《七点请就位》
《AI主播说福建》
《AI上90秀》
《动听1036》
《好听看得见》
《共享大医生》
《栋栋娜娜100分》
《海洋瑄瑄车友会》
《瑄瑄朋友圈的家长会》
《1036青年领秀》

## 收听频率
| 地域 | 调频  | 中波 |
| 福州 | 103.6 | 882  |
| 厦门 | 102.1 | 882  |
| 莆田 | 106.7 | 558  |
| 泉州 | 103.9 | 1386 |
| 南平 | 105.1 | 1377 |
| 宁德 | 96.7  | 612  |
| 漳州 | 103.7 | 882  |
| 龙岩 | 96.5  | 558  |
| 三明 | 91.0  | 882  |